# Desa Sukamukti (administrativ by i Indonesien, lat -6,76, long 107,86)
Desa Sukamukti är en administrativ by i Indonesien.   Den ligger i provinsen Jawa Barat, i den västra delen av landet, 130 km sydost om huvudstaden Jakarta.